# مرغابی فریبگر (سازه)

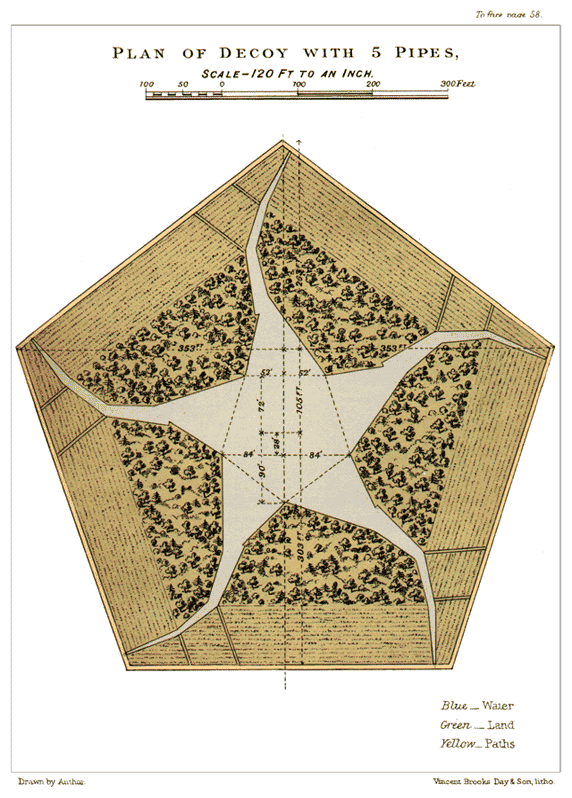
طرحی از مرغابی فریبگر پنج لوله‌ای

مرغابی فریبگر (به انگلیسی: Duck decoy) وسیله‌ای برای گرفتن مرغابی وحشی یا دیگر گونه‌های پرندگان آبزی است. فریبگرها نسبت به شکار مرغابی با تفنگ ساچمه‌زنی مزیت داشتند زیرا گوشت مرغابی دارای گلوله سرب نبود. در نتیجه، می‌توان قیمت بالاتری برای آن در نظر گرفت.
از فریبگرها هنوز برای شکار مرغابی استفاده می‌شود، اما اکنون از آنها برای پژوهش‌های پرنده‌شناسی نیز استفاده می‌شود که در آن پرندگان پس از گرفتن رها می‌شوند.